# Скайлер Семюелс
Скайлер Роуз Семюелс (англ. Skyler Rose Samuels; нар. 14 квітня 1994) — американська актриса та модель, відома своїми ролями в телесеріалах «Чаклуни з Вейверлі», «Брама», «Дев'ять життів Хлої Кінг», «Королеви крику» та «Обдаровані».

## Раннє життя
Народилася в Лос-Анджелесі; донька Кеті, продюсера серіалів без сценарію, і Скотта, маршала США. Має трьох братів і сестру: Коді, Гаррісон, Джек і Гізер.
Вивчала маркетинг та інтелектуальну власність у Стенфордському університеті. Взявши академвідпустку для зйомок «Королев крику», вона повернулася до школи в січні 2016 року і закінчила її в червні 2016 року. Вона була членом жіночого товариства «Каппа Альфа Тетта» (грец. ΚΑΘ).

## Кар'єра
Грала постійну роль Джіджі (Гертруди) Голлінгсворт у фільмі «Чаклуни з Вейверлі» на телеканалі Disney Channel. Також зіграла дитину-знаменитість Ешлі Блейк в епізоді про Дрейка і Джоша «Маленька примадонна». 
У 2009 Скайлер працювала на одному майданчику з актором Діланом Уолшем та Пенном Беджлі на зйомках трилера «Вітчим» (The Stepfather)
У 2010 році Семюелс з'явилася в ролі Ембер (Amber) у сімейній кінокомедії «Помста пухнастих» з Бренданом Фрейзером та Брук Шилдс у головних ролях.
Знялася у двох серіалах, які були скасовані в першому сезоні: «Брама» в ролі Енді Бейтс і «Дев'ять життів Хлої Кінг» в ролі Хлої.
З'явилася в повторюваній ролі Бонні Ліптон у четвертому сезоні («Шоу виродків»), серіалу «Американська історія жаху». 
2015 року зіграла разом з Мей Вітман і Беллою Торн у комедійному підлітковому фільмі «Простачка». 
Зіграла головну роль у першому сезоні комедійного серіалу жахів «Королеви крику» (2017). 
З'являється в повторюваній ролі всіх трьох сестер Фрост (Степфордські зозулі) у телесеріалі «Обдаровані», заснованому на історії Людей Ікс.
З'явилася у фільмі «Мег 2: Западина» 2023 року в ролі Джесс.

## Фільмографія
| Рік       | Назва                              | Оригінальна назва                                        | Роль            | Примітки                                         |
| --------- | ---------------------------------- | -------------------------------------------------------- | --------------- | ------------------------------------------------ |
| 2004      | Дрейк і Джош                       | Drake & Josh                                             | Ешли Блейк      | телесеріал, епізод 2.07 «Маленька діва»          |
| 2005      | Молодший пілот                     | Junior Pilot                                             | Мері Джо        | відеофільм                                       |
| 2005      | Все тіп-топ, або життя Зака і Коді | The Suite Life of Zack & Cody                            | Бріанна         | телесеріал, епізод 1.02 «Найпрекрасніший з усіх» |
| 2005      |                                    | The Adventures of Big Handsome Guy and His Little Friend | гаряча красуня  | короткометражний фільм                           |
| 2005      |                                    | A Host of Trouble                                        | Морін           | короткометражний фільм                           |
| 2005      |                                    | That's So Raven                                          | Кріссі Коллінз  | телесеріал, епізод 3.31 «Йду в Голлівуд»         |
| 2006      | Корпорація «Любов»                 | Love, Inc.                                               | Морін           | телесеріал, епізод 1.12 «Затримка розвитку»      |
| 2007-2008 | Чаклуни з Вейверлі                 | Wizards of Waverly Place                                 | Джіджі          | телесеріал, три епізоди                          |
| 2009      | Вітчим                             | The Stepfather                                           | Бет Гардінг     | фільм                                            |
| 2009      |                                    | Bless This Mess                                          | Ліббі           | телефільм                                        |
| 2010      | Помста пухнастих                   | Furry Vengeance                                          | Ембер           | фільм                                            |
| 2010      | Брама                              | The Gates                                                | Енді Бейтс      | телесеріал, 13 епізодів                          |
| 2011      | Дев'ять життів Хлої Кінг           | The Nine Lives of Chloe King                             | Хлоя Кінг       | телесеріал, 10 епізодів                          |
| 2013      |                                    | Bloodline                                                | Берд Бенсон     | телефільм                                        |
| 2014      |                                    | Helicopter Mom                                           | Керрі           | фільм                                            |
| 2014      | Американська історія жаху          | American Horror Story: Freak Show                        | Бонні Ліптон    | телесеріал, 4 епізоди                            |
| 2015      | Простачка                          | The Duff                                                 | Джесс           | фільм                                            |
| 2015      | Королеви крику                     | Scream Queens                                            | Грейс Гарднер   | телесеріал, 13 епізодів                          |
| 2016      |                                    | The Last Virgin in LA                                    | Кортні          | короткометражний фільм                           |
| 2018      |                                    | Public Disturbance                                       | Кейсі           | фільм                                            |
| 2018      |                                    | Sharon 1.2.3.                                            | Шерон номер 3   | фільм                                            |
| 2018      |                                    | Spare Room                                               | Ліліан          | фільм                                            |
| 2017-2019 | Обдаровані                         | The Gifted                                               | Сестри Фрост    | телесеріал, 22 епізоди                           |
| 2020      |                                    | LIVVIA: Monster                                          |                 | відеокліп                                        |
| 2021      | Новобранець                        | The Rookie                                               | Шарлот Ластер   | телесеріал, епізод 3.07 «Справжній злочин»       |
| 2021      |                                    | Switched Before Birth                                    | Олівія Кроуфорд | фільм                                            |
| 2021      |                                    | Showmance                                                | Кейсі           | телесеріал, 7 епізодів                           |
| 2021      |                                    | Masquerade                                               | жінка           | фільм                                            |
| 2021      |                                    | For Every Good Invention                                 | Мері            | короткометражний фільм                           |
| 2022      |                                    | The Gabby Petito Story                                   | Габбі Петіто    | телефільм                                        |
| 2023      | Таємниці Аврори Тігарден           | Aurora Teagarden Mysteries                               | Аврора          | телесеріал, епізод 1.19 «Щось нове»              |
| 2023      | Мег 2: Западина                    | Meg 2: The Trench                                        | Джесс           | фільм                                            |

## Нагороди і номінації
- 2011 — Choice TV: Breakout Star (Teen Choice Awards) — «Дев'ять життів Хлої Кінг» (номінація)
- 2018 — Winner Honorable Mention: Actress — Audience Award (Napa Valley Film Festival) — «Spare Room» (лауреатка)
- 2019 — Achievement in Filmmaking (Mammoth Film Festival) — Acting (лауреатка)

## Особисте життя
Семюелс вивчала маркетинг та інтелектуальну власність у Стенфордському університеті. Взявши чверть для зйомок «Королев крику», вона повернулася до школи в січні 2016 року і закінчила її в червні 2016 року. Вона була членом жіночого товариства «Каппа Альфа Тета».
У 2021 році Семюелс почала зустрічатися з актором Лукасом Тіллом. У березні 2024 року Семюелс розповіла, що вони вже одружилися й наразі проживають у рідному місті Тілла, Атланті, штат Джорджія. У травні 2024 року Семюелс оголосила, що на початку року у них народилася перша дитина.